# Жриця пристрасті
Жриця пристрасті (англ. Woman of Desire) — американський трилер 1994 року.

## Сюжет
Капітан яхти, Джек Лінч, звинувачується у вбивстві свого боса і зґвалтуванні його дружини, Крістін Форд. Але не все так просто, як здається на перший погляд. Джек звертається за допомогою старого адвоката Волтера Хілла, щоб той допоміг довести його невинність.

## У ролях
- Джефф Фейгі — Джек Лінч
- Бо Дерек — Крістіна Форд
- Стівен Бауер — Джонатан Ешбі / Тед Ешбі
- Роберт Мітчем — Волтер Дж. Гілл
- Томас Голл — Норман Лендіс
- Джон Матшікіза — Льюїс Стоун, детектив
- Воррік Грієр — офіцер Міллер
- Тодд Дженсен — Венделл Г'юстон
- Майкл МакКейб — доктор Річард Брукс
- Джон Карсон — суддя Паркер
- Пітер Еслі Голден — Майкл Альтман
- Елліа Томпсон — Елізабет Гілл
- Джеймс Вайл — офіцер 1
- Девід С. Лі — офіцер 3
- Крейг Урбані — Арнольд Веллс
- Ален Бенатар — офіціант
- Тед Ле Плат — доктор Роберт Скотт
- Кімбірлі Старк — Вівіан Доннер, медсестра
- Шон Майкл — офіціант, в титрах не вказаний